# Ерман, Яков Зельманович
Я́ков Зе́льманович (Зино́вьевич) Е́рман (4 [16] февраля 1896, с. Великие Крынки, Полтавская губерния — 17 июля 1918, слобода Николаевская, Астраханская губерния) — революционер, один из организаторов установления советской власти в Царицыне.
Глава Царицына с 1917 года по 1918 год.

## Биография
Родился в семье торговца, окончил мужскую гимназию в Екатеринославе. В 1915 году продолжил обучение на механическом факультете Петроградского политехнического института, где вступил в РСДРП(б) в 1915 году. Участвовал в Февральской революции. Прибыл в Царицын в составе 2 студенческого батальона, в мае 1917 года стал членом Царицынского комитета РСДРП(б) и исполнительного бюро Царицынского совета. В июле 1917 года избран председателем Царицынской городской думы, с октября 1917 года — председатель Царицынского совета. Одновременно с марта 1918 года был комиссаром финансов исполнительного комитета. Член редакционный коллегии и постоянный автор газеты «Борьба». Участвовал в подавлении московского мятежа левых эсеров в 1918 году.
На первом Всероссийском съезде Советов избран кандидатом в члены ВЦИК, на втором съезде — членом ВЦИК. Также был делегатом четвёртого и пятого Всероссийских съездов Советов. Возвращаясь на волжском пароходе «Ярославна» в Царицын с пятого съезда, 16 июля 1918 года задержал в Саратове одного из руководителей левых эсеров Юрия Саблина, а через два дня был убит при попытке предотвратить конфликт красноармейцев с грузчиками и пассажирами на пристани слободы Николаевская (сейчас город Николаевск Волгоградской области). Похоронен в Комсомольском саду Царицына. 
В 1924 году в Комсомольском садике, который был разбит на площади Свободы, вместо временного обелиска на могиле Ермана установлен памятник по проекту царицынского скульптура и художника Любимова.

## Коммунист
Осенью 1915 года девятнадцатилетний Яков поступил в Петроградский политехнический институт. Во время учёбы Яков заметил, что во внешне спокойной, деловитой и лояльной студенческой среде беспрерывно кипят политические страсти.
Постепенно в институте оформилось крепкое большевистское ядро. Ерман получил направление в качестве агитатора и партийного организатора к рабочим металлического завода. Вскоре возглавил небольшой кружок рабочих-агитаторов.
Якова Ермана направили в учебно-подготовительный батальон (этот батальон готовил унтер-офицерский состав для маршевых рот и в городе Царицыне).

## Память
- Центральный район города Волгограда назывался Ерманским со 2 апреля 1935 года по 4 февраля 1948 года;
- Его имя носит Волгоградский мебельно-деревообрабатывающий комбинат  и железнодорожная платформа[6][7].
- Установленный в 1925 году могильный памятник пережил Сталинградскую битву и сейчас является одним из 4 сохранившихся довоенных памятников (так же пережили войну памятник Гоголю в Комсомольском саду (1910), памятник Дзержинскому (1935) в Тракторозаводском районе, памятник Хользунову (1940) на Центральной набережной.